# Бломберг, Вернер фон
Вернер Эдуард Фриц фон Бломберг (нем. Werner Eduard Fritz von Blomberg; 2 сентября 1878[…], Старгард, Западно-Поморское воеводство — 14 марта 1946[…], Нюрнберг, Американская зона оккупации Германии) — немецкий военачальник, генерал-фельдмаршал (20 апреля 1936 года), в 1933—1938 годах министр имперской обороны (с 1935 — имперского военного министерства) Германии.

## Начало карьеры
С марта 1897 года — лейтенант в 73-м фузилёрском полку. В 1904—1907 годах — учился в военной академии. С апреля 1908 года — в генеральном штабе. С марта 1911 года — капитан.

## Первая мировая война
С начала войны — начальник оперативного отдела штаба 19-й резервной дивизии. С марта 1916 года — майор. С июля 1916 года — начальник оперативного отдела штаба 18-го резервного корпуса. С февраля 1917 года — начальник оперативного отдела штаба 7-й армии.
Награждён высшим военным орденом «За заслуги» (Pour le Mérite) (июнь 1918), Железными крестами обеих степеней, Рыцарским крестом ордена Дома Гогенцоллернов (октябрь 1916), а также ещё 12 орденами. Получил знак за ранение.

## Между мировыми войнами
После окончания войны занимал ряд руководящих должностей в рейхсвере. Полковник с 1925 года, генерал-майор с 1928 года. С октября 1929 по январь 1933 года — командир 1-й дивизии и командующий 1-м военным округом (генерал-лейтенант).
После прихода Гитлера к власти активно поддержал его политику.
С 30 января 1933 года — министр обороны рейха (генерал пехоты, с августа 1933 года — генерал-полковник). Будучи военным министром и главнокомандующим вооруженными силами, 20 апреля 1936 года произведён в генерал-фельдмаршалы. Стоял у истоков создания вермахта. Был в числе родоначальников люфтваффе и танковых войск.
На совещании 5 ноября 1937 года фон Бломберг и командующий сухопутными вооружёнными силами генерал фон Фрич открыто выступили против планов Гитлера воспользоваться временным преимуществом в вооружениях и милитаризованности Третьего рейха для нанесения сокрушительных ударов по соседним странам. Они отвергли этот план не потому, что стремились к миру, а потому, что осознавали: реализация гитлеровского плана приведёт Германию к ещё более грандиозному военному поражению, чем в 1918 году. Вскоре оба военачальника были грубо скомпрометированы и отправлены в отставку.
В 1932 году умерла жена Бломберга. В январе 1938 года он женился на 25-летней секретарше Еве Грун (1913—1978). Геринг был шафером на их бракосочетании, а Гитлер присутствовал на свадьбе. Вскоре выяснилось, что Ева Грун до замужества работала массажисткой в салоне матери и вообще была девушкой лёгкого поведения и давно стояла на заметке у полиции. Была даже информация, что она позировала для порнографических открыток. Дело супруги военного министра с деликатными подробностями и снимками оказалось на столе у полицай-президента Берлина. Гитлер и Геринг увидели в этом подрыв авторитета вермахта. 27 января 1938 года Бломберг вышел на пенсию, официально по состоянию здоровья.

## Вторая мировая война и после войны
Во время Второй мировой войны находился в отставке. В 1945 году был арестован и привлечён к Нюрнбергскому процессу как свидетель. 14 марта 1946 года умер в американском военном госпитале от рака.